# Бели очњак
Бели очњак (енгл. White Fang) је роман америчког писца Џека Лондона (право име Џон Грифит, 1876–1916), објављен 1906. године. Као и у случају претходног романа „Зов дивљине“ (1903) и радња Белог очњака је смештена у дивљину америчког севера и прати судбину вука, потомка мешанца, и његову борбу за опстанак у суровој природи, окружен немилосрдним животињама и многим окрутним људима. 
Како је у критици уочено, Очњак приказује обрнути пут од Зова дивљине: "(...) приказан је суров животни пут животиње из питомине у дивљину у првом роману, а у другом, из дивљине у питомину. (...) Џек Лондон приказује обрнуте варијанте исте теме, али животиње не приказује антропоморфно. Ствари
посматра из животињске перспективе и његови пси не говоре."

## Радња
Роман је подељен у неколико целина од којих се неке могу читати као засебне приповетке. Први део „Дивљина“ говори о покушају два човека да превезу тело свог пријатеља кроз ледени север док их чопор вукова непрекидно прати и убија једног по једног пса из запреге. Ловци су зачуђени појавом вучице која веома личи на пса и која се не плаши да се приближи њиховом логору. У тренутку кад је преостали ловац мислио да је битка са вуковима изгубљена, њега и преостала два пса спасила је група људи.
У другом делу, „Пород дивљине“, вучица црвене длаке рађа пет младунаца, од којих се један издваја сивом бојом крзна. Када је његов отац, једнооки сиви вук, изгубио битку са рисом и кад је његова мајка морала да тражи храну, вучић је почео да напушта безбедност пећине и да истражује свет. 
У трећем делу, „Богови дивљине“, млади вук са мајком долази у индијанско село, где један човек препознаје вучицу која је мешанац пса и вука. Тада вучићу дају име Бели очњак и он се постепено навикава на живот са људима. Иако човек који га је чувао није показивао наклоност, ипак га је бранио од напада других паса и људи. Бели очњак израста у снажног вука/пса који успева да се снађе и опстане у дивљини када је у селу владала велика глад.
Четврти део – „Најмоћнији богови“ говори о сусрету Белог очњака са белим људима јер је његов господар, Сиви дабар, трговао са њима. Један од авантуриста који су дошли обузети „златном грозницом“ на превару је откупио Очњака од Сивог дабра. Суров и зао, нови господар је Очњака укључивао у борбе паса, у којима је вук побеђивао, све док није налетео на снажног булдога. Једва је избегао сигурну смрт у борби, захваљујући људима који су прекинули ту крваву забаву. Благост и разумевање новог господара Видона Скота, који је веровао да Очњак може да се промени, помогли су да овај вук постане прави верни пас. 
У последњем, петом делу романа „Питомина“, Видон Скот доводи Очњака у своју кућу у Калифорнији, јер Очњак није желео да га пусти: иако су га затворили, он је искочио кроз прозор и, задобивши ране, потрчао за Скотом. Окружен љубављу, Очњак постаје све питомији и дружељубивији. Свом господару је помогао у невољи и, најзад, спасао живот старом судији Скоту. 

## Филмске адаптације
Већ 1925. године по роману је снимљен филм, а од тада је имао још неколико филмских адаптација (1936, 1946, 1974), као што је нпр. верзија из 1991. у којој је глумио Итан Хоук. Најновија верзија је снимљена 2018. у издању Нетфликса. Током деведесетих снимљено је и неколико телевизијских серија. 

## Рецепција
Као и „Зов дивљине“ и „Бели очњак“ је жанровски одређен као роман за омладину и поред врло сурових приказа живота и борби међу људима и животињама. 
О својим утисцима о роману Миљенко Јерговић је рекао: 
„Бијели очњак, међутим, не мисли као човјек. Свијет људи и човјекових идеја за њега је најтежи облик ропства. Ми му вјерујемо да мисли као вук, вјерујемо писцу да се увукао у вучју душу и проговорио из ње. У почетку Бијели очњак се не успијева ослободити ропства јер је физички заробљен, а послије га пријечи његова вјерност и љубав према новостеченом господару. Или је ријеч господар, ипак, ружна? Требало би се сјетити вучје ријечи, ријечи Jacka Londona... Његов свијет није зрцало ни метафора људскога свијета. Него је вучји свијет. С Бијелим очњаком нема идентификације. Само разумијевање и суосјећање.“